# Notorhabdium immaculatum
Notorhabdium immaculatum är en skalbaggsart som beskrevs av Nobuo Ohbayashi och Michitaka Shimomura 1986. Notorhabdium immaculatum ingår i släktet Notorhabdium och familjen långhorningar. Inga underarter finns listade i Catalogue of Life.